# Gazelle-Klasse

Seitenansicht und Aufriss der Gazelle-Klasse mit Panzerdicken und Geschützkalibern

Die Gazelle-Klasse war eine Klasse Kleiner Kreuzer der Kaiserlichen Marine. Zur Zeit der Entwicklung wurden die Schiffe als „Kreuzer IV. Classe“ bzw. auch als „Kleine Geschützte Kreuzer“ bezeichnet. Sie beruhten auf den Amtsentwürfen von 1895/96 sowie von 1897/1900 und waren Quer- bzw. Längsspant-Stahlbauten. Sie wurde in zwei Unterklassen gebaut. Unter dem Amtsentwurf 1895/96 entstanden Gazelle sowie mit einer verstärkten Maschinenanlage die Kreuzer Niobe, Nymphe, Thetis, Ariadne, Medusa und Amazone. Der zweite Amtsentwurf sah eine geringfügig vergrößerte Variante vor: Frauenlob, Arcona und Undine.
Die Schiffe dieser Klasse waren die ersten modernen Kleinen Kreuzer der Kaiserlichen Marine und entstanden als Vermehrungsbauten aufgrund des ersten Flottengesetzes von 1898. Als Schiffsklasse besaßen sie keine Vorgänger, sondern wurden in Anlehnung an die Avisos der Meteor-Klasse (1890/92) sowie des Einzelschiffs Hela (1895) konstruiert. Von der Hela wurde die Generalspezifikationen und der Linienriss übernommen und der Schiffskörper in der Breite vergrößert, so dass eine stärkere Bewaffnung eingebaut werden konnte. Die Klasse ist der Urahn einer Reihe weiterer Klassen Kleiner Kreuzer, die mit der Kolberg-Klasse von 1910 ihren Abschluss fand. Die folgenden Kleinen Kreuzer der Magdeburg-Klasse wurden nach moderneren Prinzipien entworfenen.
Die Germaniawerft in Kiel lieferte drei Kreuzer: das Typschiff Gazelle, die Nymphe und die Amazone. Fünf Kreuzer kamen von AG Weser in Bremen mit Niobe, Ariadne, Medusa, dem Typschiff der verbesserten zweiten Serie Frauenlob und Arcona (zweite Serie). Die Thetis wurde als einziges Schiff auf einer Kaiserlichen Werft in Danzig gebaut. Die Howaldtwerft in Kiel lieferte mit der Undine den letzten Kreuzer der Klasse (zweite Serie).
Einen längeren Einsatz bei der Flotte als Aufklärer hatten sechs der Kreuzer: die Niobe von April 1901 bis September 1904, die Ariadne vom Mai 1901 bis September 1906, die Amazone vom Dezember 1901 bis zum September 1905, die Frauenlob Februar 1903 bis Januar 1908, die Medusa vom April 1903 bis zum August 1907 und die Arcona vom Juli 1903 bis zum Juni 1907.
Drei wurden als Schulkreuzer eingesetzt: die Nymphe vom Januar 1902 bis zum September 1907, sowie vom Mai 1908 bis zum Februar 1909, die Undine vom Januar 1905 bis zum Juli 1912 und die Medusa vom September 1907 bis zum Mai 1908.
Vier dienten als Auslandskreuzer: die Gazelle vom Juni 1901 bis zum August 1904, die Thetis vom September 1901 bis zum Juni 1906, die Niobe vom Juni 1906 bis zum März 1909 und die Arcona vom Juli 1907 bis zum März 1910.
Ab 1904 bis zum Juli 1912 wurden alle zehn Kreuzer in die Reserve überführt. Lediglich die zu einem Minenkreuzer umgebaute Arcona kam am 31. Oktober 1912 wieder in Dienst und war bei Kriegsbeginn aktiv. Die anderen wurden erst bei der Mobilmachung wieder in Dienst genommen. Die Ariadne, die Undine und die Frauenlob gingen während des Krieges verloren.
Die Gazelle wurde kurz nach dem Kriegsende abgewrackt, während die übrigen sechs zunächst der Reichsmarine zur Verfügung standen. Diese hatte die Medusa vom Juli 1920 bis zum September 1924 und die Arcona vom Mai 1921 bis zum Dezember 1923 im Dienst. Sie wurde von der Amazone abgelöst, die bis zum Januar 1930 in Dienst blieb. Im April 1922 kam auch noch die Thetis in Dienst, die im November 1924 durch die Nymphe ersetzt wurde, die bis zum April 1929 in Dienst blieb.
Die Niobe war bei der Reichsmarine nur Reserveschiff und wurde 1926 an das Königreich Jugoslawien verkauft, wo es bis 1941 als Schulkreuzer Dalmacija im Dienst war. Nach dem Überfall der Achsenmächte auf den Bündnispartner wurde das Schiff am 17. April 1941 von Italien erbeutet und als Cattaro von dessen Marine in der Adria eingesetzt. Nach der Kapitulation Italiens fiel das Schiff am 9. September 1943 an die Deutsche Kriegsmarine und wurde  mit einer deutsch-kroatischen Mannschaft wieder unter seinem ursprünglichen Namen in Dienst gestellt, ging aber schon am 22. Dezember 1943 verloren.